# APL
APL (numit după cartea A Programming Language) este un limbaj interactiv orientat către tablouri și un mediu de dezvoltare care este disponibil de la furnizori comerciali și non-comerciali pentru majoritatea platformelor. Se bazează pe o notație matematică inventată de Kenneth E. Iverson.
Combinația unică de trăsături unice sau neobișnuite ale limbajului APL îl clasează printre cele mai productive limbaje de programare:
- Este concis, folosind simboluri în locul cuvintelor și aplicând funcții pe întregul tablou fără a folosi bucle explicite.
- E orientat spre soluționare; cu accentul pe exprimarea algoritmilor independent de arhitectura mașinii sau a sistemului de operare.
- Are o singură regulă recursivă de precedență: argumentul din partea dreaptă a unei funcții e rezultatul întregii expresii din dreapta.